# Badalhac
Badalhac (en francès Badailhac) és un municipi francès situat al departament de Cantal i a la regió d'Alvèrnia-Roine-Alps. L'any 2007 tenia 116 habitants.

## Demografia

### Població
El 2007 la població de fet de Badailhac era de 116 persones. Hi havia 56 famílies de les quals 16 eren unipersonals (12 homes vivint sols i 4 dones vivint soles), 16 parelles sense fills, 20 parelles amb fills i 4 famílies monoparentals amb fills.
La població ha evolucionat segons el següent gràfic:
Habitants censats

### Habitatges
El 2007 hi havia 88 habitatges, 51 eren l'habitatge principal de la família, 26 eren segones residències i 11 estaven desocupats. 82 eren cases i 4 eren apartaments. Dels 51 habitatges principals, 41 estaven ocupats pels seus propietaris, 7 estaven llogats i ocupats pels llogaters i 3 estaven cedits a títol gratuït; 1 tenia dues cambres, 2 en tenien tres, 17 en tenien quatre i 31 en tenien cinc o més. 27 habitatges disposaven pel capbaix d'una plaça de pàrquing. A 21 habitatges hi havia un automòbil i a 24 n'hi havia dos o més.

### Piràmide de població
La piràmide de població per edats i sexe el 2009 era:
| Homes | Edats   | Dones |
| ----- | ------- | ----- |
| 0     | 95 o +  | 0     |
| 0     | 90 a 94 | 0     |
| 0     | 85 a 89 | 0     |
| 0     | 80 a 84 | 4     |
| 0     | 75 a 79 | 0     |
| 12    | 70 a 74 | 8     |
| 4     | 65 a 69 | 8     |
| 4     | 60 a 64 | 8     |
| 4     | 55 a 59 | 4     |
| 4     | 50 a 54 | 0     |
| 8     | 45 a 49 | 4     |
| 8     | 40 a 44 | 8     |
| 4     | 35 a 39 | 4     |
| 0     | 30 a 34 | 0     |
| 0     | 25 a 29 | 0     |
| 4     | 20 a 24 | 0     |
| 4     | 15 a 19 | 12    |
| 4     | 10 a 14 | 0     |
| 0     | 5 a 9   | 0     |
| 4     | 0 a 4   | 0     |

## Economia
El 2007 la població en edat de treballar era de 67 persones, 52 eren actives i 15 eren inactives. De les 52 persones actives 51 estaven ocupades (33 homes i 18 dones) i 1 aturada (1 home). De les 15 persones inactives 7 estaven jubilades, 2 estaven estudiant i 6 estaven classificades com a «altres inactius».

### Ingressos
El 2009 a Badailhac hi havia 57 unitats fiscals que integraven 137 persones, la mediana anual d'ingressos fiscals per persona era de 12.569 €.

### Activitats econòmiques
L'únic establiment que hi havia el 2007 era d'una empresa de transport.
L'any 2000 a Badailhac hi havia 16 explotacions agrícoles.

## Poblacions més properes
El següent diagrama mostra les poblacions més properes.